# Erlau (gmina)
Erlau − gmina w Niemczech, w kraju związkowym Saksonia, w okręgu administracyjnym Chemnitz, w powiecie Mittelsachsen.

## Geografia
Gmina Erlau położona jest niedaleko miasta Mittweida.

## Dzielnice gminy
| - Beerwalde - Crossen - Erlau - Naundorf | - Milkau - Sachsendorf - Schweikershain |